# Antártica Chilena
Antártica Chilena is een van de vier provincies in de zuidelijkste regio van Chili, Magallanes y la Antártica Chilena. De hoofdstad is Puerto Williams. Het deel van de provincie op Vuurland beslaat 15.854 km². Het door Chili geclaimde deel van Antarctica, met een oppervlakte van circa 1.250.000 km², wordt bij deze provincie gerekend. Met inbegrip van de claim is Antártica Chilena bijna tweemaal zo groot is als de andere provincies samen.

## Gemeenten
Antártica Chilena is verdeeld in twee gemeenten:

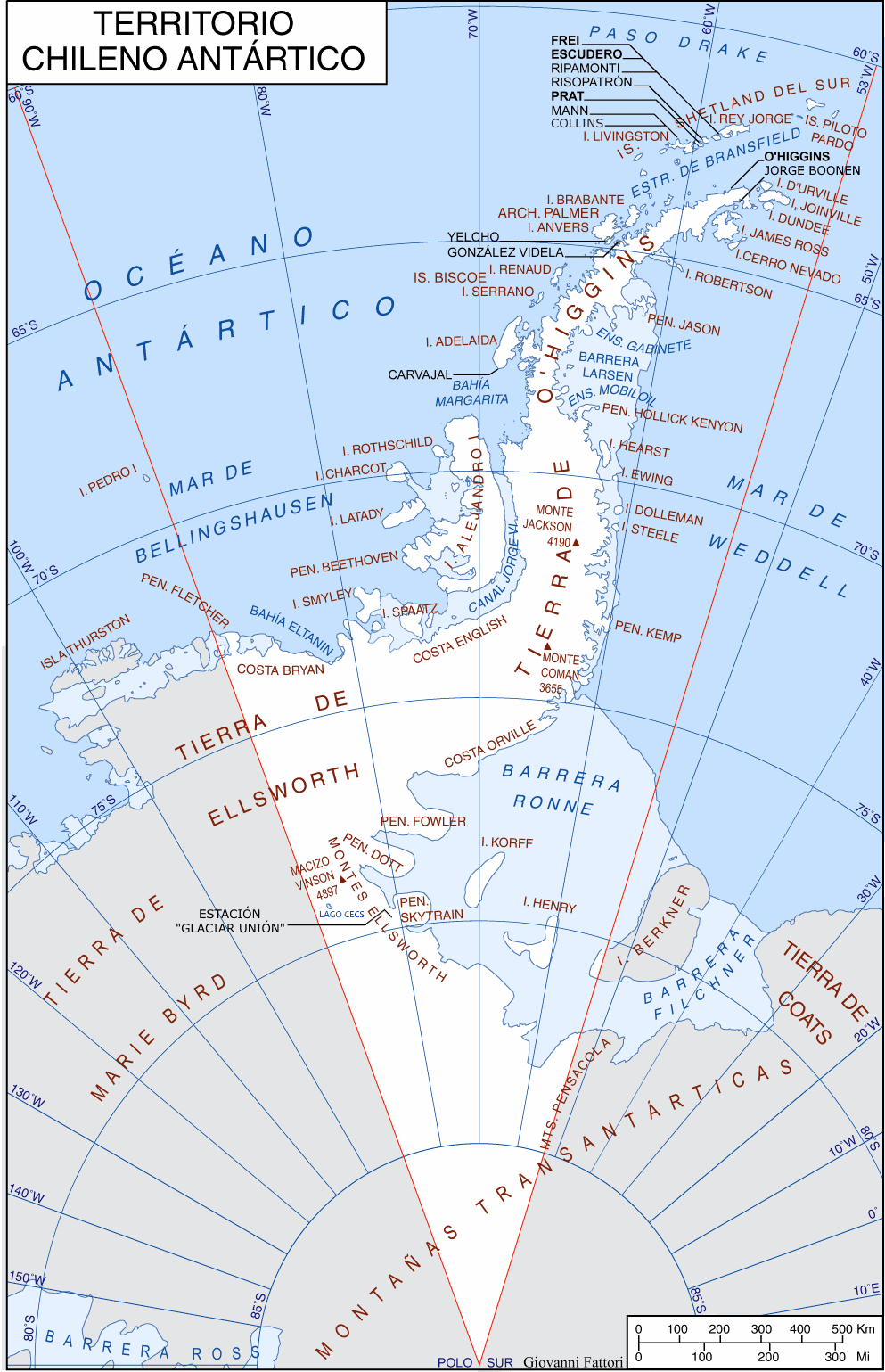
Het Chileense gebied op Antarctica

Logo

- Cabo de Hornos
- Antártica, de claim op Antarctica